# Митраљез
Митраљез (фр. mitrailleuse) је назив за аутоматско пешадијско оружје које је у стању да у кратком периоду испали низ узастопних хитаца са муницијског појаса или шаржера, типично брзином од 300 метака у минути или брже. Нису сва аутоматска ватрена оружја митраљези. Подморничке пушке, аутомати, јуришне пушке, сачмарице, пиштољи и топови могу да имају способност потпуно аутоматске паљбе, али нису сви дизајнирани за континуирану ватру. Као класа војних пушака за брзу ватру, митраљези су потпуно аутоматска оружја дизајнирана да употребу као оружја подршке и генерално се користе када су монтирани на носачу или се из њих пуца са земље користећи двоножац или троножац. Многи (мада не сви) митраљези исто тако користе муницијске појасе и начин операције отвореног затварача, који нормално нису заступљени код пушака.
Име потиче од француског „Mitrailleuse“, једног од првих модела који су Французи без неког великог успеха применили у француско-пруском рату. Каснији модели, поготово Максим, су се показали далеко ефикаснијим у Првом светском рату па се управо њима често приписује велики број људских жртава.
У закону о оружју у САД, „митраљез” је исто тако правни термин за било које оружје које може да испали више од једног метка по повлачењу окидача независно од калибра, пријемник било којег таквог оружја, било које оружје које се може конвертовати у такво стање коришћењем нормалних алата или било која компонента или део којим се може модификовати постојеће ватрено оружје тако да функционише као „митраљез” Цивилно поседовање таквог оружја није забрањено било којим савезним законом и није нелегално у многим државама САД, али оно мора бити регистровано и порез мора бити плаћен.
Митраљези се најчешће, с обзиром на тежину, домет или калибар деле на:
- лаке или пушкомитраљезе;
- средње (понекад зване митраљезима опште намене);
- тешке
- супертешке, најчешће коришћене као противавионска артиљерија.

Понекад се колоквијално свако аутоматско оружје назива митраљезом, укључујући аутомате и јуришне пушке.

## Преглед модерних митраљеза
За разлику од полуаутоматског ватреног оружја, које захтева притискање окидача за свако испаљивање, митраљез је пројектован да пуца докле год се окидач држи притиснут. У данашње време овај термин је ограничен на релативно тешко оружје, које има способност пружања континуираних или фреквентних рафала докле год муниција траје. Митраљези се нормално користе против особља, ваздухоплова и лаких возила, или за пружање супресивне ватре, било директно или индиректно. Они се обично монтирају на брза возила за нападе ради пружање тешке мобилне ватре, на оклопна возила као што су тенкови ради дејства на циљевима који су сувише малих да би се оправдало коришћење примарног оружја или превише брзи за ефикасно дејство на њима, на ваздухоплове као одбрамбено наоружање, иако су на борбеним авионима прави митраљези углавном били замењени ротационим оружјем великог калибра.
Неки митраљези су у пракси одржавали ватру скоро непрекидно током неколико сати; друга аутоматска оружја се прегревају након мање од једног минута употребе. Због тога што постану врло врући, практично сви митраљези пуцају из отвореног затварача, како би се омогућило ваздушно хлађење између испаљивања. Они такође обично имају или систем за хлађење цеви, тешку цев који се споро загрева, или замењиву цев.
Мада се деле у „лаке”, „средње”, „тешке” или „опште наменске”, чак и најлакши митраљези су знатно већи и тежи од стандардног пешадијског оружја. Средњи и тешки митраљези су било монтирани на троножац или на возило; када се пренесе пешице, митраљез и пратећа опрема (постоље, муниција, резервне цеви) захтевају додатне чланове посаде.
Пушкомитраљези су дизајнирани да пруже мобилну ватрену подршку трупама и обично су ваздушно хлађена оружја опремљена шаржером или оквиром и двоношцем; они могу да користите пушчану муницију пуне величине, мада савремени примери често користе муницију средње величине. Митраљези средње величине користе пушчану муницију пуног формата и дизајнирани су да се користе са фиксних положаја монтирани на троношцу. Тешки митраљез је термин који потиче из Првог светског рата и којим се описују тешки средњи митраљези. Овај термин задржао током Другог светског рата, и односио се на пример на јапанске клонове Хочкиса M1914. У данашње време, међутим, овај термин се користи за аутоматско оружје чији је калибар бар „.50 in” (12,7 mm) али мање од 20 mm. Универзални митраљез је обично лаки средњи митраљез који се може користити са двоношцем и оквиром у улози лаког митраљеза или троножним стативом и редеником у функцији средњег митраљеза.
Митраљези обично имају једноставне гвоздене нишане, иако коришћење оптике постаје све чешће. Чест циљни систем за директну ватру јесте наизменична употреба регуларне муниције и обележавајуће муниције (обично један маркер на четири регуларна метка), тако да стрелци могу да виде путању и да „ходају” ватром по мети, те да усмере ватру према другим војницима.

## Историја
Прва успешна дизајнерска решења митраљеза су развијена средином 19. века. Кључна карактеристика модерних митраљеза, њихова релативно висока стопа испаљивања и још важније механичко пуњење, први пут су се појавили у моделу 1862 Гетлинговог митраљеза, који је ушао у употребу у Америчкој ратној морнарици. Ти митраљези су још увек ручно покретани; међутим, то је промењено са идејом Хајрама Максима да се искористи повратна енергија поновно за пуњење његовог митраљеза Максима. Др. Гетлинг је исто тако експериментисао са моделима на електрични погон; овакве машине са спољашњим погоном се такође користе у модерном наоружању.
Док је техничка употреба термина „митраљез” варирала, модерна дефиниција коју користи амерички институт Произвођача спортског оружја и муниције је „потпуно аутоматско ватрено оружје које се непрекидно пуни, испаљује и празни када се окидач држи притиснутим док муниција није исцрпљена или се ослободи притисак са окидача.” Ова дефиниција искључује већину раних оружја за вишеструко испаљивање на ручни погон, као што су орган и Гатлингов митраљез.

### Рано оружје брзе паљбе
Први познати претходници оружја са вишеструким испаљивањем су били средњовековини рибадекини, док су прва оружја која су имала способност вишеструког испаљивања из једне цеви без поновног ручног пуњења били револвери који су направљени у Европи током касних 1500-их. Један који је био дужине пушке је био направљен у Нирнбергу у Немачкој. Други пример је обртна аркебуза, коју је направио Ханс Штоплер у Нирнбергу 1597. године.
Права дуга оружја са понављајућим пуњењем је било тешко произвести пре развоја унитарних чаура ватреног оружја; упркос тога, пушке са вишеструким испаљивањем на бази опруге, као што су Калтофова репетирка и Куксонова репетирка, биле су израђене у малим количинама током 17. века.
Вероватно најранији примери претходника модерних митраљеза су били направљени у Кини. Према Ву-Пеј-Чиховој књижици која побраја кинеску војну опрему произведену у првој четвртини 17. века, Кинеска армија је имала арсенал 'По-Ци Лијен-Чу-Пао' или 'топове с низом од 100 метака'. Ово је био понављајући топ који се хранио помоћу скакача који је секвенционо испаљивао своје на набоје. Још једно понављајуће оружје је направио један кинески заповедник из касног 17. века. Ово оружје је радило на сличном принципу, али никад није ушло у масовну производњу.
Један рани облик револвирајуће пушке креирао је Џејмс Пакл, лондонски адвокат, који је патентирао оно што је он називао „Пакловом пушком” дана 15. маја 1718. То је био дизајн за ручну кубуру од 1,25 инча (32 mm) калибра, са окретним цилиндром, која је могла да испали 6-11 метака пре поновног пуњења заменом цилиндра. Ово оружје је било намењено за употребу на бродовима. То је било једно од најранијих оружја која су називана митраљезом, пошто је тако називано 1722. године, мада се његов начин рада не подудара са садашњом употребом термина. Према Паклу, ово оружје је могло да испаљује округле метке на хришћане и четвртасте метке на Турке. Међутим, ово оружје није доживело комерцијални успех и није било широко прихваћено, нити произвођено у знатним количинама.
Године 1777, филаделфијски оружар Џозеф Белтон понудио је Континенталном конгресу„нову побољшану пушку”, која је могла да испали до двадесет метака у току пет секунди; за разлику од других репетирки које су користиле сложене системе базиране на полузи, она је користила једноставан систем наслаганих пуњења, и пунила се једним великим папирним улошком. Конгрес је затражио да Белтон измени 100 кремених мускета да испаљују осам метака на тај начин, али је касније Белтонов налог одбијен, јер је цена била превисока.
Године 1847. кратки опис прототипа механичког митраљеза са електричним паљењем аутора Џ. Р. Николса је био објављен у часопису Scientific American. Описани модел је био мале величине и радио је путем вертикалног ротирања бубња тако да се хранио врх цеви, и могло се моментално испаљивати под било којом елевацијом.
Године 1854. британски патент за механички митраљез је поднео Хенри Кларк. Ово оружје је користило вишеструке бубњеве распоређене један поред другог, који су храњени путем обртног цилиндра који је напајан из шанжера, што је систем сличан Николсовом. Према речима аутора, оружје је могло да користи окидач или електрицитет. За разлику од других механичких митраљеза ове ере, ово оружје није користило било какав вид самостојећег улошка, већ се испаљивање вршило засебним ударним капама. Исте године је Хенри Бесемер предложио водено хлађење за митраљезе, мада је он касније напустио тај приступ. У његовом патенту, Басемер описује хидропнеуматско повратним трзајем покретано, потпуно аутоматско оружје. Део патента се такође односи на клип са парним погоном употребљен у ватреном оружју, мада је главнина патента посвећена детаљима пређашњег система.
У Америци, патент за митраљески тип оружја је поднео Џон Андрус Рејнолдс 1855. године Још једна патент за ручни митраљез је поднео Ц. Е. Барнс 1856. године. У Француској и Британији, механички митраљез је патентирао француз Франсоа Жилијен 1856. године. Ово оружје је било топ који се напајао из једне врсте отвореног цевастог магазина, користећи само ваљке и бескрајни ланац уместо опруга.